# Chrysometa calima
Chrysometa calima là một loài nhện trong họ Tetragnathidae.
Loài này thuộc chi Chrysometa. Chrysometa calima được Herbert W. Levi miêu tả năm 1986.